# Manitoulin
Manitoulin ist eine Insel im Huronsee in der kanadischen Provinz Ontario. Sie ist mit 2766 km² (etwas mehr als die Fläche des Saarlandes) die größte in einem See gelegene Insel der Erde (Binnenseeinsel). Zusammen mit einigen kleineren Inseln bildet Manitoulin Island heute den Verwaltungsbezirk Manitoulin District. Die Insel ist über eine ehemalige Eisenbahnbrücke mit dem Festland verbunden. Das Südufer der Insel liegt am Hauptteil des Sees, dessen Georgian Bay die Insel im Osten begrenzt. Das Nordufer der Insel befindet sich am North Channel des Huronsees.
„Manitoulin“ bedeutet „Geister-Insel“ in der Sprache der Anishinabe. Die heutigen Odawa und Anishinabe nennen die Insel Odwa-minis, Insel der Ottawa. 2001 hatte Manitoulin 10.603 Einwohner, davon war mehr als jeder Dritte ein Angehöriger der Anishinabe, der Potawatomi oder der Odawa. Für die Anishinabe war die Insel immer heiliges Gebiet, auf dem sie ihre Toten begruben und sich auf Visionen vorbereiteten. Heute bestehen sechs Indianerreservate: Aundeck, Omni Kaning, Sheguiandah, M'chigeeng, Shesigwaning und Wikwemikong, entsprechend den sechs First Nations, d. h. der Shesehgwaning, Sheguiandah, der Whitfish River, Zhiibaahaasing und der M'chigeeng First Nation sowie Wikwemikong.
Die Insel besteht hauptsächlich aus Dolomit und gehört geologisch zur Niagara-Schichtstufe. Es existieren 108 Seen, in denen sich in einigen Fällen wiederum kleine Inseln befinden. Lake Manitou ist mit 104 km² der weltweit größte See auf einer Insel in einem See. Manitoulin hat drei Flüsse, Kagawong, Manitou und Mindemoya River, die reiche Lachs- und Forellenvorkommen aufweisen.

## Geschichte

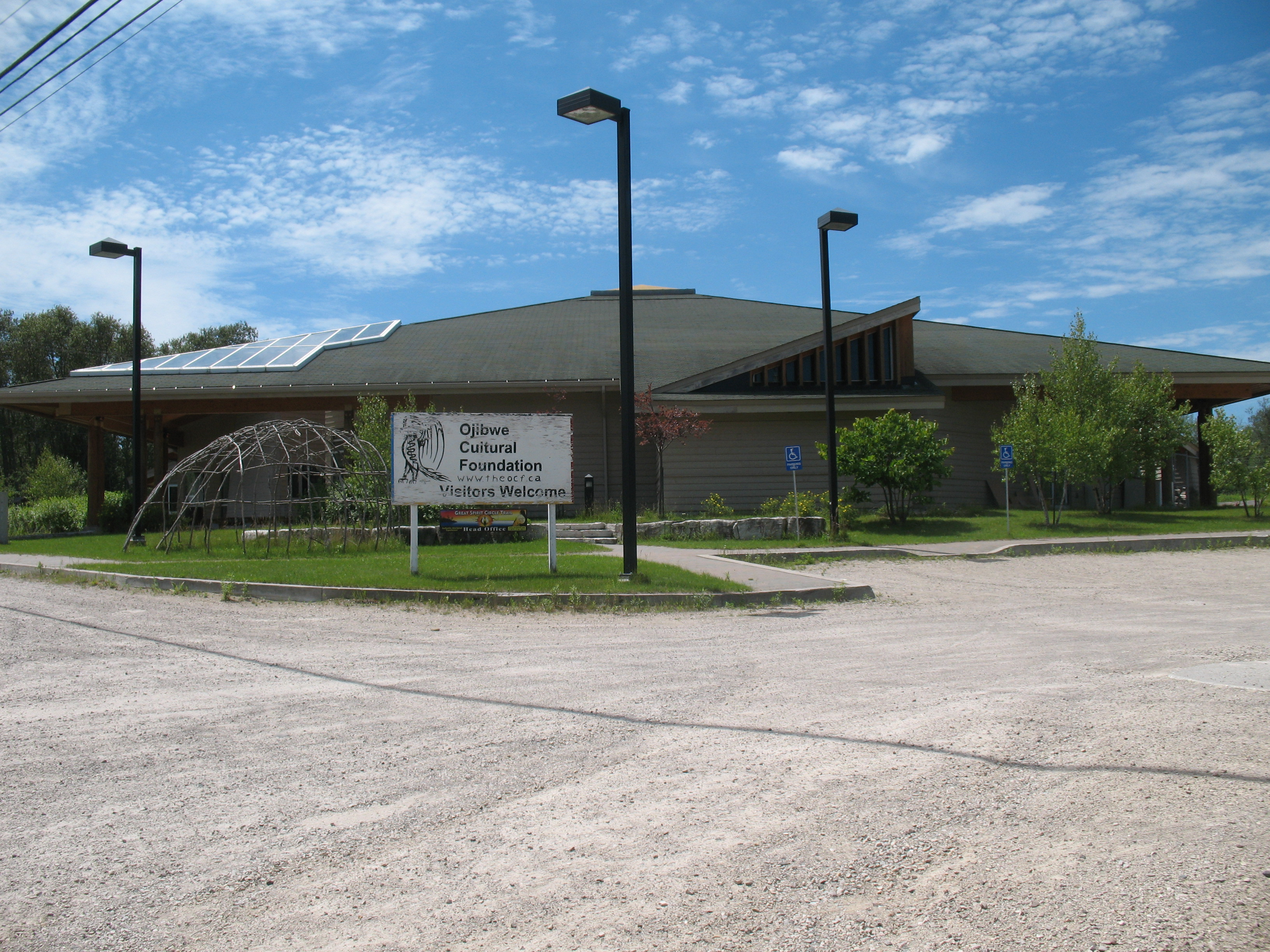
Ojibwe Cultural Foundation in M'Chigeeng

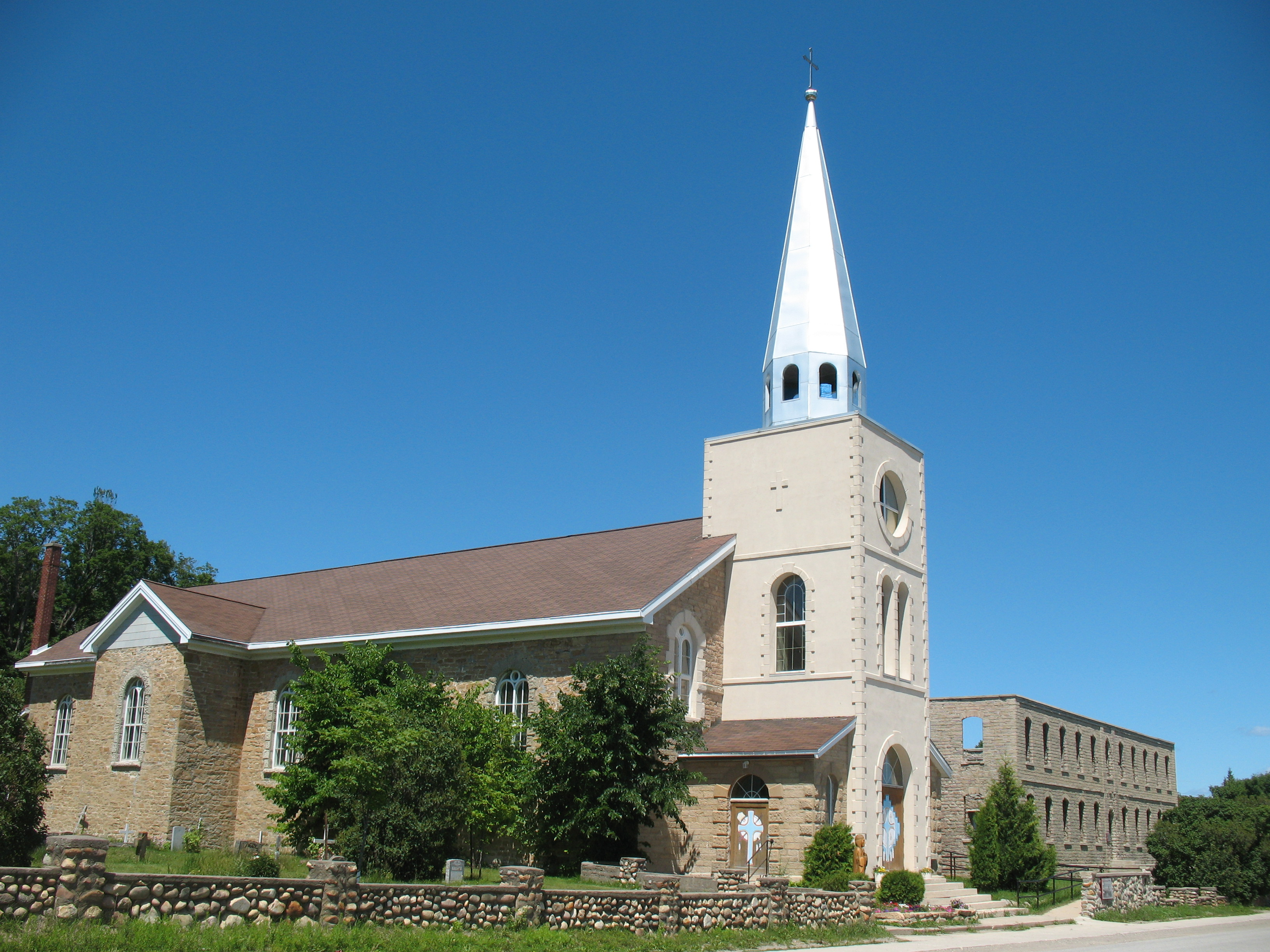
Katholische Kirche in Wikwemikong nebst abgebranntem Priesterseminar. Sie wurde von den Anishinabe 1849–52 erbaut und ist die älteste katholische Kirche Ontarios.

Bei Sheguiandah fand man 1954 Artefakte, die zeigen, dass die Insel bereits vor 10.000 Jahren bewohnt war.
Der erste bekannte Europäer, der sich auf der Insel niederließ, war Pater Joseph Poncet, ein französischer Jesuit, der 1648 nahe Wikwemikong  eine Mission aufbaute. Die Jesuiten nannten die Insel „Isle de Ste. Marie“. Krankheiten, eingeschleppt durch die Besucher, reduzierten die indigene Bevölkerung der Insel. Aus unbekannten Gründen verließen die Indianer bis 1700 die Insel. Nach mündlicher Überlieferung wurde die Insel bei ihrem Verlassen verbrannt, um sie zu reinigen. Bis etwa 1825 blieb sie unbesiedelt.
Während des Krieges von 1812 bis 1814 begannen wiederum Odawa, Anishinabe (Ojibwe) und Potawatomi die Insel zu besiedeln, nachdem sie aus den USA geflohen waren. Die Amerikaner beschossen den Westen der Insel. Viele Odawa, die mit den Briten verbündet gewesen waren, konnten nicht zurückkehren und zogen nach Manitoulin, wo ihre Vorfahren ursprünglich hergekommen waren. Im Juli 1818 verhandelten 350 Odawa und Anishinabe auf Drummond Island – das Kanada 1828 an die USA abtrat – mit kanadischen Regierungsvertretern. Gleichzeitig zogen weiße Flüchtlinge, die mit Großbritannien verbündet gewesen waren, auf die Bruce-Halbinsel. Sie dezimierten die Wildbestände und gefährdeten damit die dort ansässigen Indianer. Sir Peregrine Maitland, Gouverneur von Oberkanada, ließ Manitoulin zur Zuflucht sowohl für die Indianer aus Michigan, als auch für die von der Bruce-Halbinsel machen und sagte ihnen eine ewige Heimat zu.
Sein Nachfolger John Colborne veranlasste die Odawa dazu, weitere Flüchtlinge zu akzeptieren, oder wen immer er auf die Insel schicken würde. Sir Francis Bond Head schloss 1836 einen Vertrag, der die gesamte Insel den Indianern zusagte. 1837 schätzte man die Zahl der Siedler auf 268, 1838 waren es 307. 1850 entstand Waiebijewung, das heutige Little Current; seine Bewohner wurden wenige Jahre später in das Reservat Aundeck Omni Kaning abgeschoben, das wenige Kilometer entfernt liegt.
Viele Anishinabe kamen mit Pater Jean-Baptiste Proulx aus Michigan zurück, wohin sie geflohen waren. So entstand in Wikwemikong eine Gemeinde. Die Insel wurde 1836 an die Krone abgetreten und zum Indianer-Reservat. Jean-Baptiste Proulx richtete 1838 eine katholische Mission ein, die die Jesuiten 1845 übernahmen.
Das 1837 gegründete Manitowaning war die erste europäische Siedlung auf der Insel. Am 4. August 1862 wurde die Insel vertraglich zur Besiedlung durch Nicht-Indigene freigegeben, Wikwemikong weigerte sich jedoch, so dass es als einziges nie an Kanada abgetretenes Reservat gilt. Zu ihm gehört der Ostteil der Insel. Jedes Jahr findet im August ein Powwow in Wikwemikong statt, bei dem Gesang, Tanz und traditionelle Speisen im Vordergrund stehen.